# Station Gembloers
Station Gembloers is een spoorwegstation langs de Belgische spoorlijn 161 (Brussel - Namen) in de stad Gembloers (Frans: Gembloux). Spoorlijn 144 naar Jemeppe-sur-Sambre takt hier af. Tot in 1989 was er nog een aansluiting naar spoorlijn 147 naar Fleurus.

## Treindienst
| Serie       | Treinsoort           | Route                                                                                        | Bijzonderheden                                                    |
| ----------- | -------------------- | -------------------------------------------------------------------------------------------- | ----------------------------------------------------------------- |
| IC 16       | Intercity (NMBS/CFL) | Brussel-Zuid – Gembloers – Namen – Luxemburg                                                 |                                                                   |
| IC 17       | Intercity (NMBS)     | Brussels Airport-Zaventem – Brussel-Luxemburg – Gembloers – Namen – Dinant                   | Rijdt in het weekend tussen Brussel-Zuid en Dinant.               |
| IC 18       | Intercity (NMBS)     | [ Doornik – Aat – ] Brussel-Zuid – Gembloers – Namen – Luik-Guillemins – Luik-Sint-Lambertus | Rijdt alleen op werkdagen. Rijdt in de spits verder naar Doornik. |
| L 6250      | L-trein (NMBS)       | Ottignies – Gembloers – Namen                                                                |                                                                   |
| P 7600/8600 | Piekuurtrein (NMBS)  | Rochefort-Jemelle – Namen – Gembloers – Brussel-Zuid                                         | Rijdt alleen op werkdagen. Een trein Brussel - Rochefort-Jemelle. |
| P 7650/8650 | Piekuurtrein (NMBS)  | Namen – Gembloers – Ottignies                                                                | Rijdt alleen op werkdagen.                                        |
| P 7690/8690 | Piekuurtrein (NMBS)  | [ Tamines – ] Jemeppe-sur-Sambre – Gembloers                                                 | Een trein vanaf Tamines.                                          |

## Galerij

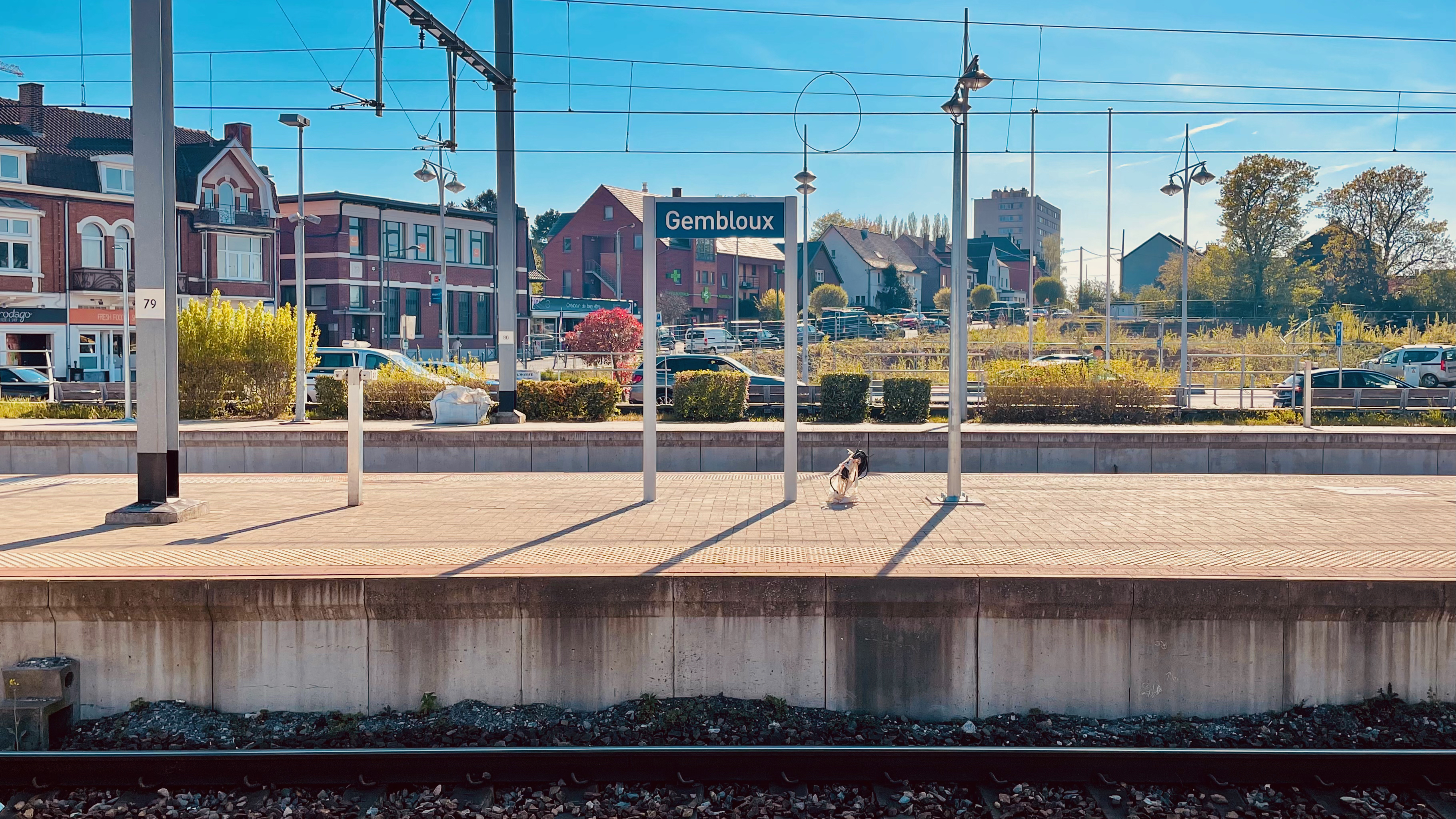
Plaatsnaambord
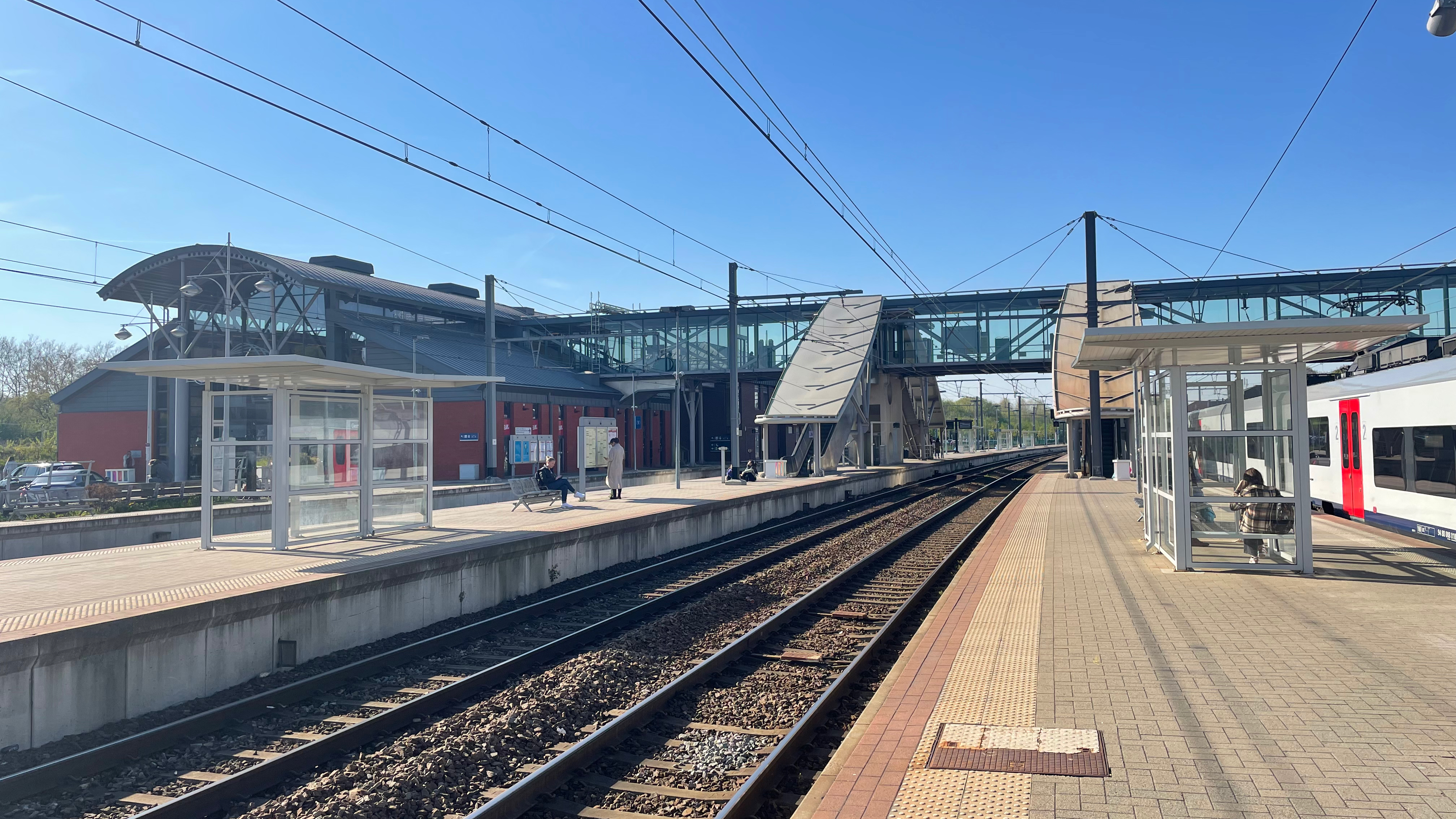
Zicht op het perron
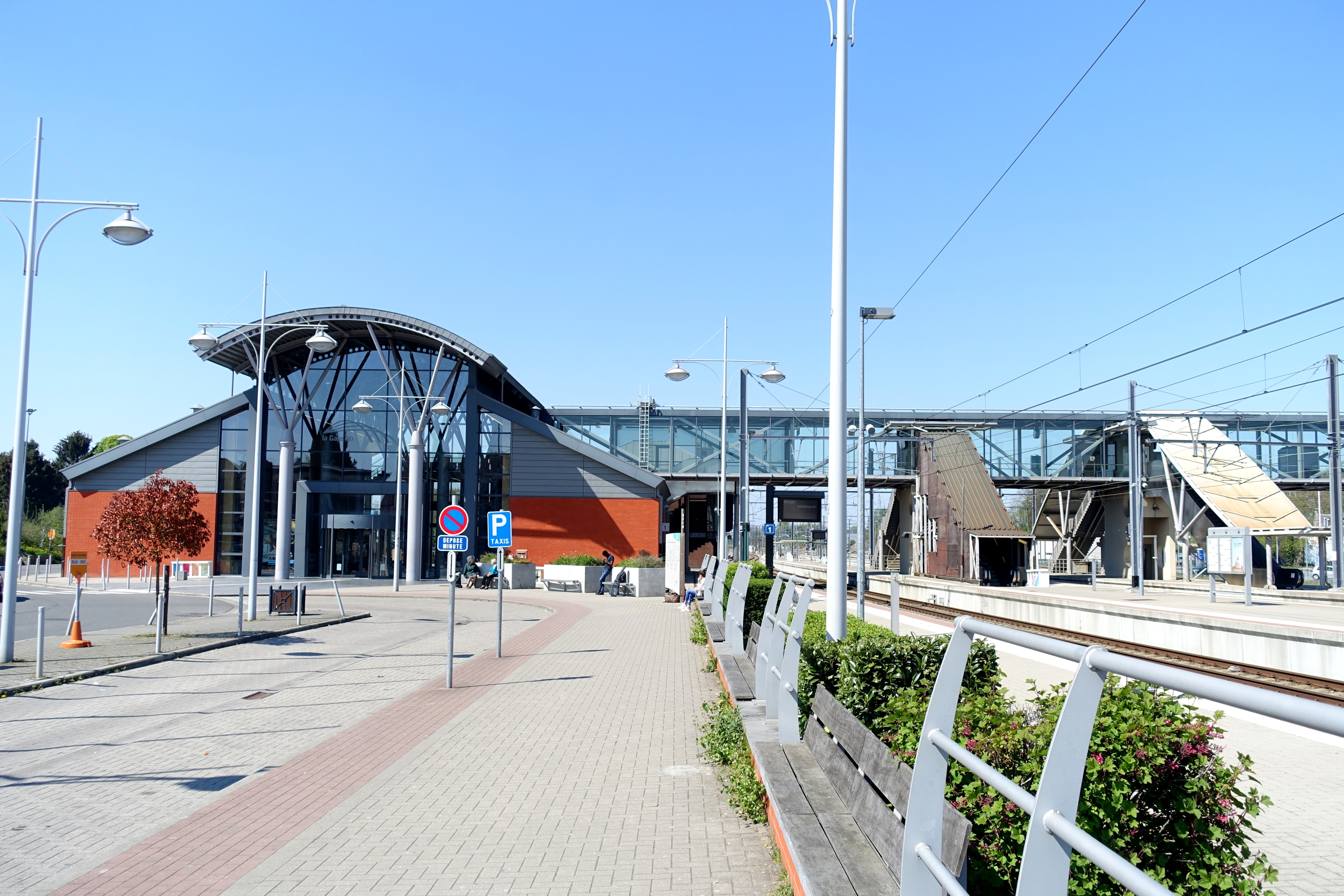
Het station in 2019

## Reizigerstellingen
De grafiek en tabel geven het gemiddeld aantal instappende reizigers weer op een week-, zater- en zondag.
| Tabel: aantal instappende reizigers station Gembloers | Tabel: aantal instappende reizigers station Gembloers | Tabel: aantal instappende reizigers station Gembloers | Tabel: aantal instappende reizigers station Gembloers |
|                                                       | Weekdag                                               | Zaterdag                                              | Zondag                                                |
| ----------------------------------------------------- | ----------------------------------------------------- | ----------------------------------------------------- | ----------------------------------------------------- |
| 1977                                                  | 6 587                                                 | 1 031                                                 | 872                                                   |
| 1978                                                  | 6 462                                                 | 1 004                                                 | 781                                                   |
| 1979                                                  | 5 994                                                 | 844                                                   | 761                                                   |
| 1980                                                  | 5 460                                                 | 875                                                   | 669                                                   |
| 1981                                                  | 5 481                                                 | 952                                                   | 564                                                   |
| 1982                                                  | 5 181                                                 | 862                                                   | 659                                                   |
| 1983                                                  | 5 190                                                 | 950                                                   | 644                                                   |
| 1984                                                  | 4 792                                                 | 813                                                   | 591                                                   |
| 1985                                                  | 5 234                                                 | 945                                                   | 795                                                   |
| 1986                                                  | 4 659                                                 | 825                                                   | 755                                                   |
| 1987                                                  | 4 555                                                 | 743                                                   | 642                                                   |
| 1988                                                  | 4 944                                                 | 941                                                   | 783                                                   |
| 1989                                                  | 5 104                                                 | 1 019                                                 | 951                                                   |
| 1990                                                  | 3 824                                                 | 766                                                   | 726                                                   |
| 1991                                                  | 4 991                                                 | 912                                                   | 703                                                   |
| 1992                                                  | 4 658                                                 | 1 001                                                 | 765                                                   |
| 1993                                                  | 4 760                                                 | 814                                                   | 670                                                   |
| 1994                                                  | 6 587                                                 | 898                                                   | 738                                                   |
| 1995                                                  | 5 626                                                 | 819                                                   | 596                                                   |
| 1996                                                  | 4 523                                                 | 742                                                   | 605                                                   |
| 1997                                                  | 4 367                                                 | 738                                                   | 711                                                   |
| 1998                                                  | 4 440                                                 | 822                                                   | 658                                                   |
| 1999                                                  | 4 649                                                 | 1 032                                                 | 954                                                   |
| 2000                                                  | 5 695                                                 | 1 276                                                 | 882                                                   |
| 2001                                                  | 6 346                                                 | 1 022                                                 | 774                                                   |
| 2002                                                  | 6 199                                                 | 1 140                                                 | 1 002                                                 |
| 2003                                                  | 5 415                                                 | 1 156                                                 | 890                                                   |
| 2004                                                  | 5 888                                                 | 1 289                                                 | 928                                                   |
| 2005                                                  | 6 337                                                 | 1 386                                                 | 1 112                                                 |
| 2006                                                  | 6 655                                                 | 1 136                                                 | 1 126                                                 |
| 2007                                                  | 6 603                                                 | 1 050                                                 | 878                                                   |
| 2008                                                  | -                                                     | -                                                     | -                                                     |
| 2009                                                  | 6 216                                                 | 1 578                                                 | 1 199                                                 |
| 2010                                                  | -                                                     | -                                                     | -                                                     |
| 2011                                                  | -                                                     | -                                                     | -                                                     |
| 2012                                                  | 7 537                                                 | 1 719                                                 | 1 636                                                 |
| 2013                                                  | 7 020                                                 | 1 569                                                 | 1 483                                                 |
| 2014                                                  | 6 721                                                 | 1 486                                                 | 1 389                                                 |
| 2015                                                  | 6 199                                                 | 1 431                                                 | 1 414                                                 |
| 2016                                                  | 5 915                                                 | 1 436                                                 | 1 348                                                 |
| 2017                                                  | 5 681                                                 | 1 598                                                 | 1 286                                                 |
| 2018                                                  | 6 706                                                 | 2 099                                                 | 1 686                                                 |
| 2019                                                  | 6 738                                                 | 1 591                                                 | 1 736                                                 |
| 2020                                                  | 3 095                                                 | 1 197                                                 | 952                                                   |
| 2021                                                  | -                                                     | -                                                     | -                                                     |
| 2022                                                  | 5 517                                                 | 1 678                                                 | 1 685                                                 |
| 2023                                                  | 5 247                                                 | 2 164                                                 | 1 920                                                 |
| 2024                                                  | 5 724                                                 | 1 904                                                 | 1 699                                                 |

0,0: Gembloers ·
1,6: Chapelle-Dieu ·
5,1: Vichenet ·
7,1: Mazy ·
10,4: Onoz-Spy ·
12,9: Jemeppe-Froidmont ·
14,4: Jemeppe-sur-Sambre
0,0: Landen ·
3,8: Racour ·
6,1: Lincent ·
8,3: Maret ·
10,2: Orp ·
13,0: Jauche ·
16,5: Autre-Eglise ·
18,6: Ramillies ·
21,6: Petit-Rosière ·
25,3: Perwez ·
30,7: Grand-Leez-Thorembais ·
33,0: Sauvenière ·
36,3: Gembloers ·
38,6: Penteville ·
41,2: Corroy-le-Château ·
44,9: Sombreffe ·
47,5: Ligny Sud ·
51,7: Fleurus ·
54,6: Lambusart ·
57,1: Moignelée ·
Tamines-Alloux ·
60,5: Tamines
0,0: Schaarbeek ·
3,5: Koninklijke-Sint-Mariastraat ·
4,4: Rogierstraat ·
5,1: Leuvensesteenweg ·
5,8: Brussel-Schuman ·
6,1: Wetstraat ·
7,0: Brussel-Luxemburg ·
8,0: Mouterij ·
8,9: Etterbeek ·
10,1: Watermaal ·
12,0: Bosvoorde ·
13,9: Zoniënwoud ·
17,0: Groenendaal ·
18,9: Hoeilaart ·
20,0: Bakenbos ·
22,0: Terhulpen ·
23,2: Genval ·
25,2: Rixensart ·
27,7: Profondsart ·
29,0: Le Buston ·
30,0: Ottignies ·
36,0: Mont-Saint-Guibert ·
38,0: Blanmont ·
40,0: Chastre ·
41,9: Ernage ·
45,0: Gembloers ·
47,6: Lonzée ·
50,9: Beuzet ·
53,0: Saint-Denis-Bovesse ·
56,0: Rhisnes ·
62,0: Namen